# Гончарова Наталія Михайлівна
Гончарова Наталія Михайлівна (29 січня 1988) — російська стрибунка у воду.
Призерка Олімпійських Ігор 2004 року, учасниця 2008 року.
Чемпіонка Європи з водних видів спорту 2013 року.